# Domingo de Ramos (película de 2012)

Domingo de Ramos es una película argentina dirigida por José Glusman sobre su propio guion escrito en colaboración con Daniel López que se estrenó el 19 de enero de 2012 y que tuvo como protagonistas a Gabriel Goity, Gigí Rua, Mauricio Dayub y Pompeyo Audivert.

## Sinopsis
En un operativo policial se descubre en una amplia mansión ubicada en un pequeño pueblo el cuerpo sin vida de la dueña de casa, que estaba casada con un señor poderoso. La historia retrocede en el tiempo y en la investigación saldrán a la luz secretos bien guardados y los personajes se verán amenazados y desplazados sus respectivos mundos. 

## Reparto
- Gabriel Goity ... Subcomisario
- Gigí Rua ... Doña Rosa
- Mauricio Dayub ... Ramos
- Pompeyo Audivert ... Jardinero
- Darío Levy ... Garmendia
- Lisandro Quiroz ... Ramírez
- Nicolás Condito ... Muchacho de los pollos
- Pablo Cerri ... Médico
- Cecilia Peluffo ... Cora
- Susana Aldrovandi ... Pola
- Coni Marino ... Gitana
- Raquel Albéniz ... Madre de Ramírez
- Héctor Bidonde ... Don Jaime
- Alberto López Sierra ... Chofer ambulancia
- Lucía Pérez ... Hermana de Ramírez
- José Glusman ... Conductor remís
- Rodolfo Durán ... Médico hospital
- Alberto Maslíah ... Cura
- Salvador Wizenberg ... Viejo del violín
- Mariano Chiesa ... Voz loro Jeremías
- Lena Glusman ... Nena iglesia

## Comentarios
La crónica de La Nación indica que el filme va construyendo su relato desde los puntos de vista de los diversos personajes y así la trama se va armando y desarmando como un conflictivo puzle del que irán surgiendo las encarnaduras de esos individuos que, cada uno a su manera, tenían razones para deshacerse de la mujer. Recomienda al espectador una atenta mirada para descubrir todas y cada una de las circunstancias que conducirán a un final inesperado, señala un muy buen trabajo de Gabriel Goity y concluye que “con originalidad y un logrado suspenso, el realizador cumplió su tarea dentro de un clima por momentos opresivo que recorre el pasado y vuelve al presente; elementos que hacen del film una historia que va cobrando interés hasta sus últimas y decisivas escenas” en tanto “los rubros técnicos, fundamentalmente la fotografía y la música, aportaron valor a este thriller pueblerino que narra una anécdota sencilla dentro de una trama compleja”.
Por su parte Ezequiel Boetti en la crítica de Página/12 dice que el director articula su filme de forma fragmentada, desplaz’andose libremente a lo largo de los días previos al hallazgo del cuerpo, lo cual facilita la exhibición durante los primeros veinte minutos de diversos personajes, todos potencialmente involucrados en el deceso, pero sin que ellos alcancen el desarrollo deseable. El tono de un thriller clásico se combina con el de un grotesco local y como resultado “aquellos elementos colocados para magnificar el aura ominosa circundante al asunto nodal (el trasplante de la hermana del policía, el chusmerío crónico y enfermizo de las vecinas, el malestar del médico y un largo etcétera), terminan contribuyendo, en cambio, a deshilacharlo, vaciándolo de toda trascendencia”.
La nota crítica del diario Clarín a cargo de Miguel Frías señala que el filme “es un thriller cuya trama -no muy sólida- se apoya en una estructura rígida y mecánica: unidad de lugar -una casona pueblerina- y saltos temporales constantes” que va “dosificando la información, para generar pistas verdaderas o falsas, misterio. El recurso -la manipulación, a través del montaje- resulta abusivo. Basta decir que, en la primera media hora, vemos flashbacks -casi viñetas- de lo que ocurrió en los cuatro días anteriores... sumados a otros flashbacks, en blanco y negro, atemporales. Demasiado. En cambio de agregar dinámica y tensión, la fragmentación resiente la fluidez del relato y genera -de a ratos- más confusión que intriga”… “es difícil determinar si el tono inusual de este policial -mezcla de cine negro y absurdo- es deliberado” …”El elenco es notable…Pero los personajes no generan empatía -una vez más, por la estructura narrativa- y hay varios pasajes de sobreactuación: un humor que sí parece buscado”, en resumen “un filme que termina siendo algo frío y confuso de tan calculado”.